# Mechanisch-biologische scheiding

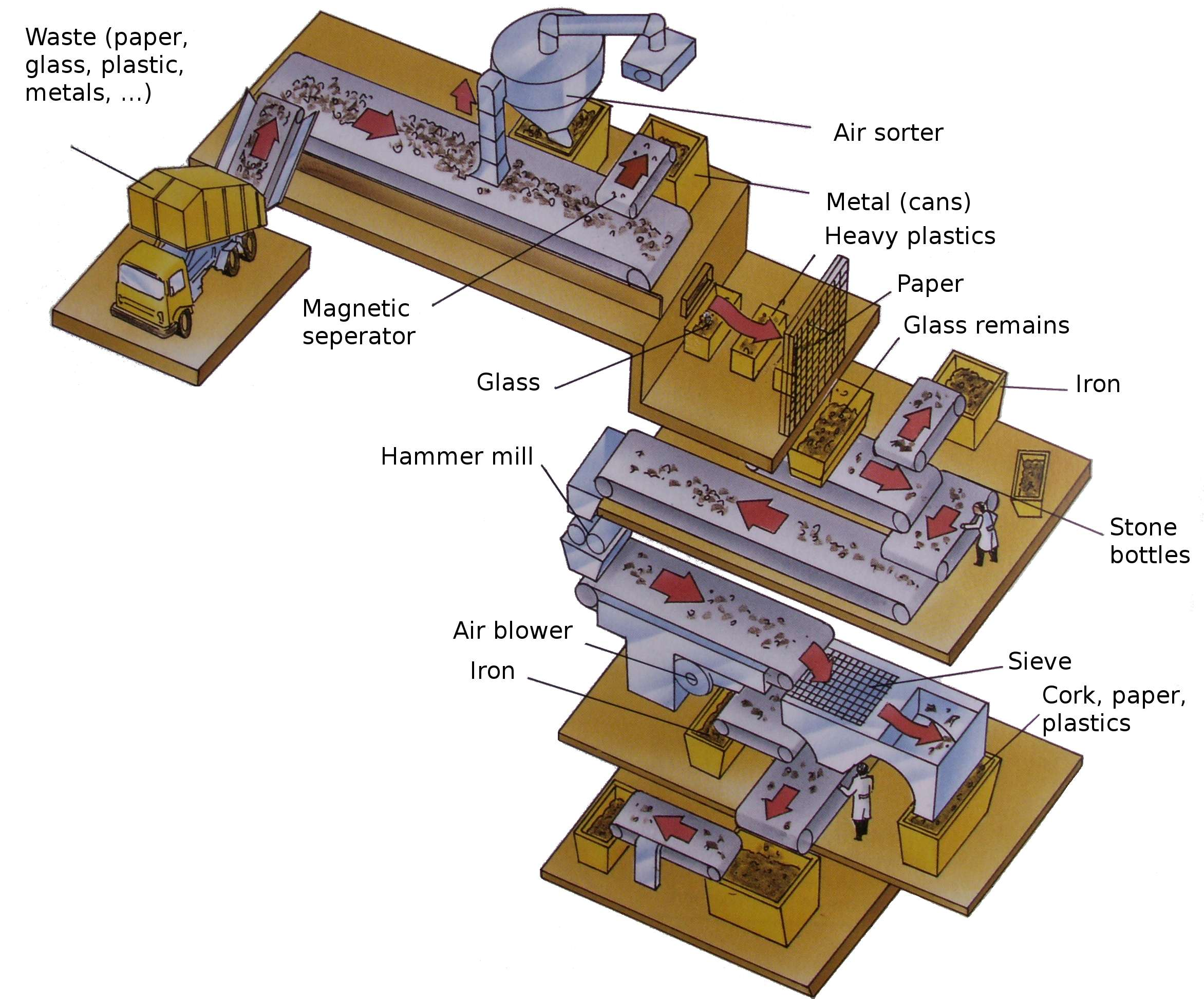
Principe van mechanische scheiding

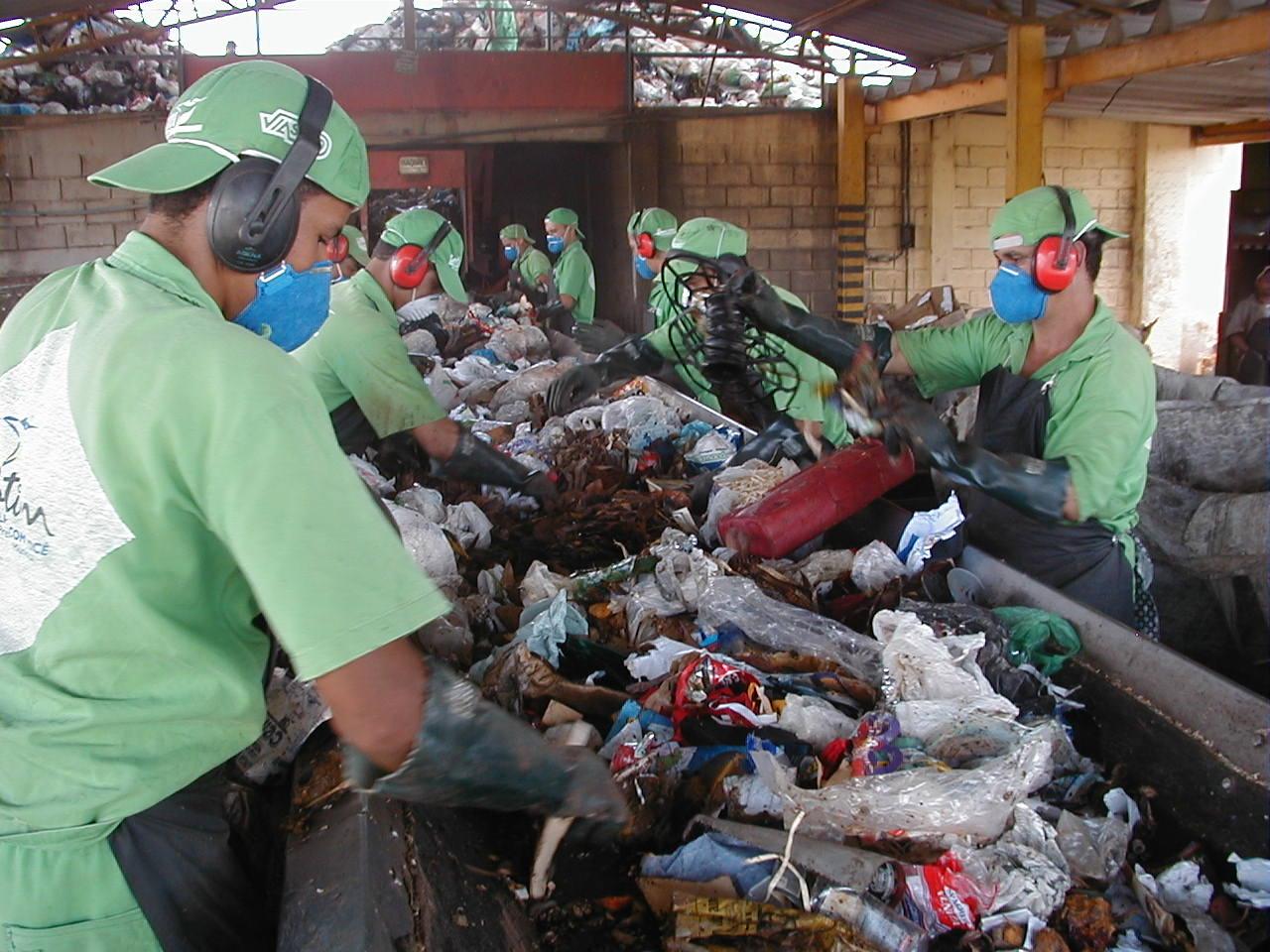
Manuele sortering

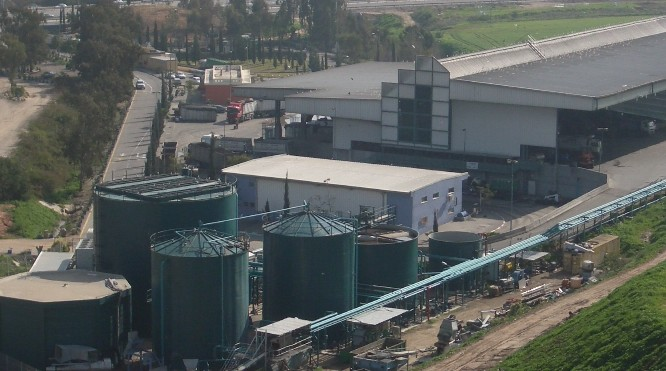
Anaerobe vergisting: de tanks bevatten biogas

Mechanisch-biologische scheiding is een proces om afval voor te behandelen op mechanische en biologische wijze om er materialen uit te recupereren en om het volume en de massa te verminderen voor transport.

## Mechanisch proces
Het proces begint meestal met een rotorschaar om het inkomende afval te verkleinen. Dan volgen roterende trommelzeven om het afval volgens grootte in fracties te verdelen. Die gaan dan op transportbanden. IJzerschroot wordt afgescheiden met een bovenbandmagneet. Met behulp van wervelstroom en windshifters worden non-ferrometaal verzameld.
Soms wordt met lastertechniek of manueel harde plastics, zoals HDPE, afgescheiden. Ook wordt glas optisch of manueel afgescheiden.

## Nat proces
Sommige processen verlopen nat, waarbij de scheiding gebeurt door flotatie al naargelang de materialen lichter of zwaarder dan water zijn. De lichte drijven boven en de zware zinken.

## Biologisch proces
Het biologisch materiaal ondergaat aerobe compostering of anaerobe vergisting. Aerobe compostering stelt door inwerking van micro-organismen in lucht warmte vrij om te drogen. Anaerobe vergisting produceert door inwerking van micro-organismen zonder lucht biogas. Het materiaal wordt nadien gedroogd.

## Dampen en gassen
De vrijgekomen dampen en gassen moeten bewerkt worden om geurhinder te vermijden. Een mogelijke oplossing is verbranding met een naverbrander.

## Residu
Er blijft nog de helft refuse-derived fuel RDF of SRF solid recovered fuel over. Dit gaat dan naar een cementoven, afvalverbrandingsinstallatie, een wervelbedoven of plasmavergassing.

## MBS Geel
Te Geel werkt een mechanisch biologische scheiding van IOK en IVAREM. Die verwerkt het huishoudelijk afval uit de Kempen aangevoerd per vrachtwagen en uit de regio Mechelen aangevoerd per trein. Het proces gebruikt elektriciteit voor de mechanische scheiding en aardgas voor de naverbrander. Het residu rijdt 's nachts per vrachtwagen naar de afvalverbrandingsinstallatie Biostoomcentrale van Electrawinds in Oostende.